# Nicolas de Neufville de Villeroy
Nicolas V. de Neufville, vévoda de Villeroy (Nicolas V. de Neufville, duc de Villeroy, marquis de Villeroy et d'Alincourt, comte de Sault, seigneur de Magny) (14. října 1598, Paříž – 28. listopadu 1685, Paříž) byl francouzský vojevůdce, dvořan a politik. Od mládí sloužil v armádě, vyznamenal se během třicetileté války na různých evropských bojištích. V roce 1646 dosáhl hodnosti maršála Francie, zároveň byl vychovatelem mladého Ludvíka XIV. Jeho nástupcem byl syn François (1644–1730), který byl též maršálem a zastával také vlivné úřady u dvora.

## Životopis

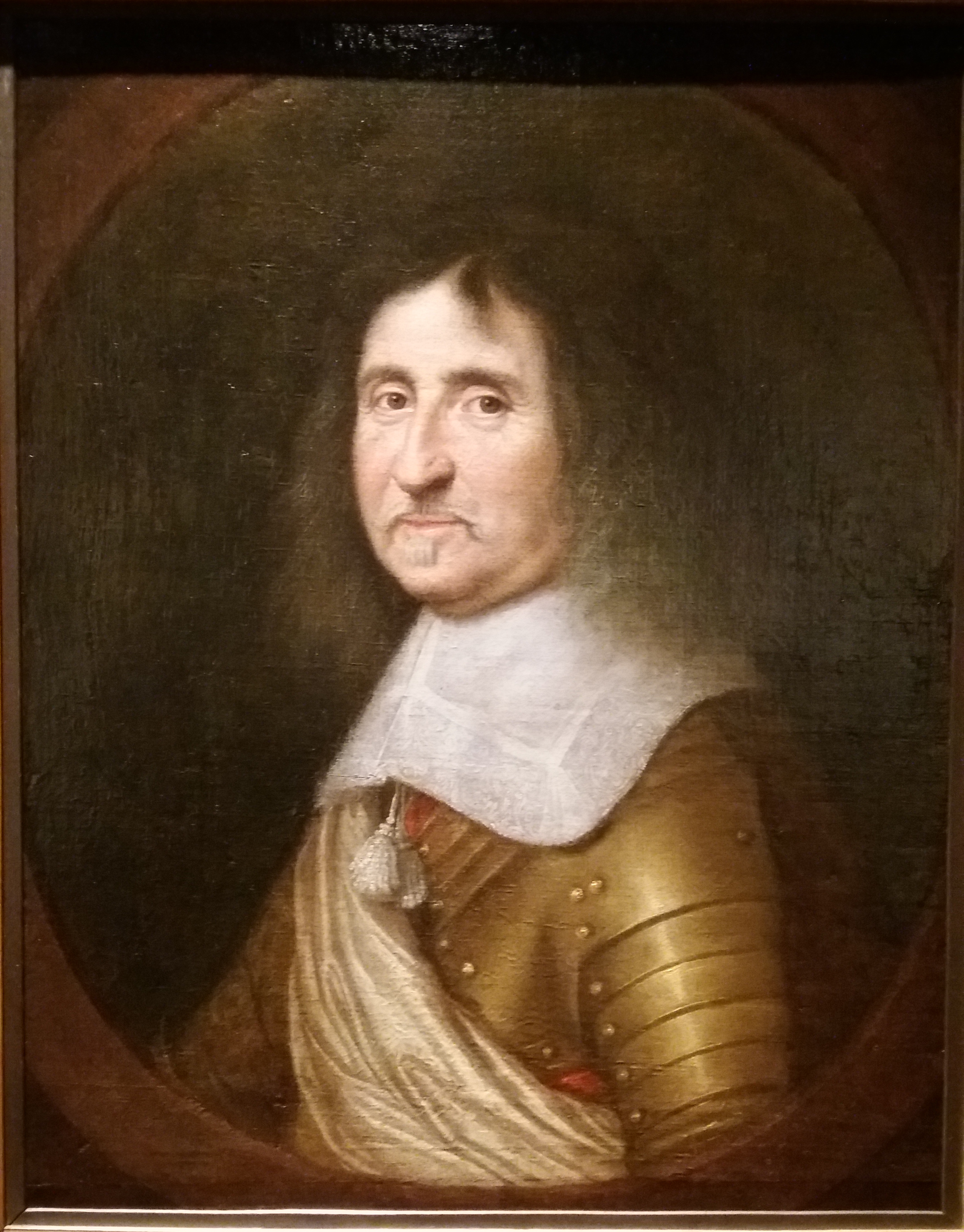
Portrét vévody Nicolase de Villeroy

Pocházel ze šlechtického rodu, který dosáhl vlivného postavení během 16. a 17. století (předkové přitom ještě v 15. století byli obchodníky s rybami v Rouenu). Narodil se jako nejstarší syn diplomata Charlese de Neufville, markýze de Villeroy (1566–1642), po matce Jacqueline byl potomkem vlivné parlamentní rodiny Harlay de Sancy. Dětství strávil jako páže u dvora Ludvíka XIII. a již v roce 1615 byl jmenován guvernérem v Lyonu a provincii Lyonnais, fakticky tento úřad ale vykonával až od roku 1642 po smrti svého otce. Za třicetileté války se zúčastnil vojenských tažení v Itálii, Španělsku a Nizozemí. Již v roce 1624 dosáhl hodnosti maréchal de camp (generálmajor), v roce 1643 byl povýšen na generálporučíka. Proslul především dobytím pevnosti La Mothe-en-Bassigny v Lotrinsku (1645), v závěru třicetileté války byl vrchním velitelem v Pikardii (1647).
V roce 1642 po otci zdědil titul markýze de Villeroy (do té doby užíval titul markýze d'Alincourt) a v roce 1646 jej královna Anna Rakouská jmenovala guvernérem a vychovatelem Ludvíka XIV. a jeho mladšího bratra Filipa Orléanského. Téhož roku byl vlivem kardinála Mazarina povýšen do hodnosti maršála Francie. Korunovace Ludvíka XIV. v roce 1651 se zúčastnil v čestné hodnosti grand maître, téhož roku byl povýšen na paira s titulem vévody de Villeroy (povýšen byl v době frondy, oficiálně mu byl vévodský titul potvrzen až v roce 1663, kdy již Ludvík XIV. převzal osobně vládu). V roce 1662 se stal rytířem řádu sv. Ducha. Po pádu ministra Fouqueta v roce 1661 byl jmenován prezidentem finanční rady. Tento post se ale brzy stal pouhou ceremoniální formalitou, zatímco hlavní vliv v oblasti financí převzal ministr Colbert. Během devoluční války doprovázel Ludvíka XIV. na bojiště do Flander (1667), aktivně na pozici armádního velitele již ale nefiguroval.

## Rodina a majetek

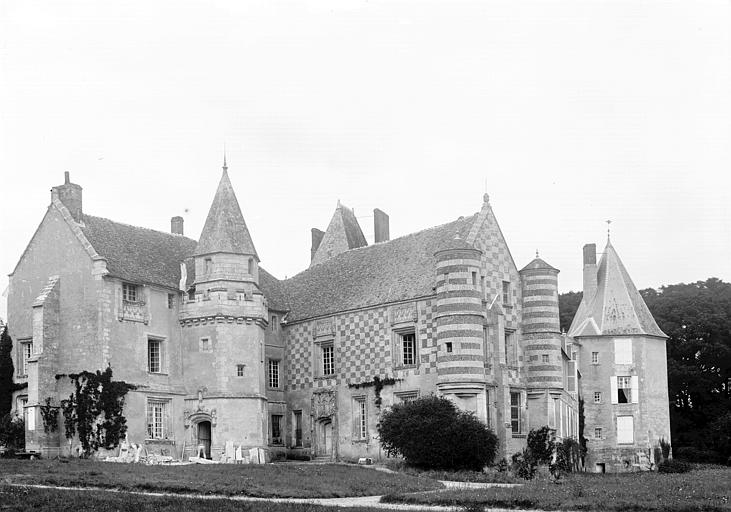
Zámek Alincourt, hlavní rodové sídlo

Hlavní majetek měla rodina v provincii Lyonnais v okolí Lyonu, kde několik členů rodu zastávalo prakticky dědičně úřad guvernéra až do doby velké francouzské revoluce. Dalším rodovým sídlem byl zámek Alincourt severně od Paříže. V Paříži rodina žila v paláci Hôtel Villeroy poblíž Louvru, který byl přestavěn v roce 1640 a v dětství zde často pobýval Ludvík XIV. Palác byl prodán v roce 1671, nástupci vévody de Villeroy pak pobývali přímo u královského dvora ve Versailles.
V roce 1617 se oženil s Madeleine de Créquy (1609–1675), dcerou maršála Charlese de Créquy, vévody de Lesdiguières. Po rodině své manželky zdědil titul hraběte de Sault. Z manželství pocházely čtyři děti. Starší syn Charles de Neufville, markýz d'Alincourt (1626–1645), zemřel předčasně, dědicem a nástupcem byl mladší syn François (1644–1730), který byl vychováván spolu s Ludvíkem XIV. a později také dosáhl hodnosti maršála Francie.
Nicolasův mladší bratr Camille de Neufville (1606–1698) byl dlouholetým arcibiskupem v Lyonu (1654-1698) a patřil dlouhodobě k významným osobnostem církevní politiky za vlády Ludvíka XIV. Další bratr Ferdinand de Neufville (1608–1690) byl biskupem v Saint-Malo (1646–1657) a v Chartres (1657–1690).